# Aznakajevói járás

Az Aznakajevói járás Tatárföldön

Az Aznakajevói járás (oroszul Азнакаевский район, tatárul Азнакай районы) Oroszország egyik járása Tatárföldön. Székhelye Aznakajevo.

## Népesség
- 2010-ben 65 547 lakosa volt, melyből 55 578 tatár, 7 206 orosz, 339 csuvas, 249 baskír, 193 mordvin, 193 ukrán, 101 mari, 20 udmurt.